# Mistrovství světa v sudoku 2007
Mistrovství světa v sudoku 2007 se konalo v Praze v Top hotelu ve dnech 28. března až 1. dubna.
Zúčastnilo se jej cca 150 hráčů ze 30 zemí. Česko reprezentovali Robert Babilon, Petr Nepovím, Jakub Ondroušek, Pavel Pellar, Vendula Šíchová a Jana Tylová, nehrajícím kapitánem českého týmu byl Marek Čierny.

## Výsledky individuální soutěže
1. Thomas Snyder
2. Yuhei Kusui
3. Peter Hudák

## Výsledky týmové soutěže
1. Japonsko
2. USA
3. Česko